# الدجاج الحريري
الدجاج الحريري يعتبر سلالة قديمة من القرن 13 واصلها من اسيا (الصين واليابان واندونسيا) وتعتبر من اغرب أنواع الدجاج وسميت بالدجاج الحريري نسبة لريشها الذي يشبه القطن ويسميه الاروبيون الريش الحريري، أيضاً تتميز باللون الاسود لجلدها ولحمها وحتى عظامها ويحتوي لحمها الأسود على عناصر فيتامينية هائلة إلى جانب تميزها عن الدجاج العادي بامتلاكها لعدد 5 أصابع في الرجل الواحدة.